# Super8 & Tab
Super8 & Tab — финская транс-группа, сформированная в 2005 году Миикой Елорантом (англ. Miika Eloranta) и Янне Манснерусом (англ Janne Mansnerus).
Super8 & Tab - это ответ тому, кто скажет, что мировая транс сцена стала чёртствой и неинтересной. Сочетая мрачные и напористые элементы прогрессива с классическим мелодик трансом, дуэт создаёт своё собственное уникальное звучание, заставляя множество диджеев и любителей их творчества  восхищаться и требовать всё новых и новых релизов.
Super8, настоящее имя которого Мийка Элоранта (Miika Eloranta) совместно с Пааво Сильямаки (Paavo Siljamaki), участником трио Above & Beyond, основали проект Aalto. Их совместный пятый по счёту сингл '5', насыщенный массивными электронными звучками, просто сносил всем голову! А четыре предыдущих, 'Liquid Sweep', 'Rush', 'Taurine' и 'Resolution', стали мировой классикой транса. Успех 'Rush' был настолько велик, что композиторы получили приглашение от Пола ван Дайка посетить открытие его легендарного казино "Night" в Берлине.
Tab, он же Янне Манснерус (Janne Mansnerus) выпустил сольные композиции 'Unforgiven' и 'Verso/Radiate' на лейбле Anjunabeats, а благодаря работе 'Ar52' Янне получил новых почитателей своего творчества во всём мире.
Благодаря превосходной технике сведения Tab'a и его большому опыту работы в качестве лучшего диджея Финляндии совместно с бесподобными навыками композитора Super8, появился один из самых удачных транс-дуэтов во всём мире. Ребята создавали и продюсировали свои работы совместно. Также они выступали с большим успехом на различных событиях, в особенности на очень популярном "Anjuna Nights", который проходит в Turnmills, Canvas Passion и в Godskitchen.

## Дискография

### Синглы
- 2005 «First Aid»
- 2006 «Helsinki Scorchin'»
- 2006 «Wont Sleep Tonight»
- 2007 «Needs to Feel»
- 2007 «Suru»
- 2008 «Elektra»
- 2009 «Delusion» feat. Alyna
- 2009 «Irufushi»
- 2010 «Black Is The New Yellow» feat Anton Sonin
- 2010 «Mercy» feat. Jan Burton
- 2010 «Empire» feat. Jan Burton
- 2010 «My Enemy» feat. Julie Thompson
- 2016 «Mega»
- 2017 «Cosmo»
- 2017 «Quest»
- 2018 «Burn»
- 2018 «Blockchain»

### Студийные альбомы
- 2010 «Empire»
- 2014 «Unified»
- 2018 «Reformation»
- 2021 «These Little Stories»

### Ремиксы
- 2007 Above & Beyond presents Tranquility Base — «Oceanic»
- 2008 Martin Roth — «Off the World»
- 2008 Luminary — «Amsterdam»
- 2008 Paul van Dyk — «New York City»
- 2008 Барт Классен[англ.] & Dave Schiemann — «Madness»
- 2009 Ferry Corsten — «Made of Love»
- 2009 Paul van Dyk — «Nothing But You»
- 2010 Markus Schulz Feat Suissa — «Perception»
- 2011 Above & Beyond feat. Ashley Tomberlin — «Can’t Sleep»
- 2011 Gareth Emery — «Citadel»